# Lori flamméché
Chalcopsitta scintillata
Espèce
Synonymes
- Chalcopsitta scintillata (protonyme)

Statut de conservation UICN

 LC  : Préoccupation mineure
Statut CITES
Le Lori flamméché (Chalcopsitta scintillata) est une espèce d'oiseaux de la famille des Psittaculidae.

## Habitat
Il vit dans les forêts tropicales humides côtières et les forêts de mangrove.

## Répartition et sous-espèces
Selon Alan P. Peterson, il en existe trois sous-espèces :
- Chalcopsitta sintillata sintillata (Temminck, 1835) : sud et sud-ouest de la Nouvelle-Guinée ;
- Chalcopsitta sintillata rubrifrons Gray, 1858 : aux îles Aru ;
- Chalcopsitta sintillata chloroptera Salvadori, 1876 : du Fly (fleuve) à travers le sud-est de la Nouvelle-Guinée.

## Galerie

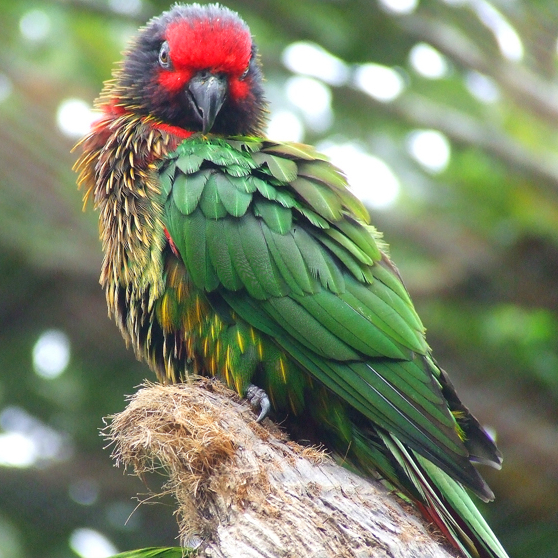
Loris flamméché, Bioparc Fuengirola, Andalousie, Espagne

## Sources
- Temminck, 1835 : Nouveau recueil de planches coloriées d'oiseaux, pour servir de suite et de complément aux planches enluminées de Buffon. Livre 96. Dufour & d'Ocagne, Paris.